# ماتئو باندلو

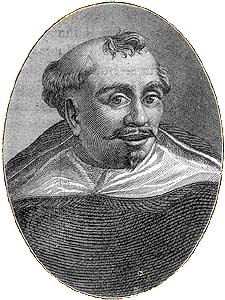
مائتو باندلو

ماتئو باندلو (به ایتالیایی: Matteo Bandello)  (حدود ۱۴۸۰ - ۱۵۶۲) نویسنده، سرباز، راهب ایتالیایی و بعدها یک اسقف اهل ایتالیا بود که عمدهٔ شهرت وی به‌دلیل نوشتن رمان بود. مجموعه ۲۱۴ رمان مائتو، او را به محبوب‌ترین نویسنده داستان کوتاه زمان خود تبدیل کرد.
وی متولد حدود ۱۴۸۰ بود و در سال ۱۵۶۲ درگذشت.